# Nick Petrella
Nick Petrella ist ein US-amerikanischer Schlagwerker.
Petrella studierte Musikpädagogik an der Pennsylvania State University, erwarb als Schüler von Salvatore Rabbio an der University of Michigan den Mastergrad und promovierte an der University of Iowa.
Als Perkussionist trat Petrella u. a. mit dem Kansas City Symphony Orchestra, dem Fort Worth Symphony Orchestra, dem Royal Liverpool Philharmonic Orchestra und dem Orchester der Michigan Opera auf. Er vergab zahlreiche Kompositionsaufträge und spielte die Uraufführungen von mehr als einem Dutzend Werken. 2002 tourte er mit seiner Frau, der Pianistin Diane Petrella, im Petrella Ensemble durch die USA, Mexiko und Europa.
Petrella unterrichtete an der Oakland University. 1992/93 entwickelte er ein Kurs für Schlagwerker für das Royal Northern College of Music und leitete von 1996 bis 2001 die Schlagwerkerausbildung an der Texas Christian University. Weiterhin arbeitete er mit den Marching Bands der University of Michigan, der University of Iowa und der Texas Christian University. 2008 coachte er die Perkussionisten für die Aufführung von Iannis Xenakis’ Pleiades beim BBC Proms Festival in der Royal Albert Hall. Am Konservatorium der University of Missouri–Kansas City ist er Koordinator des Perkussionsprogramms und gibt Kurse in Kunstmarketing. Er verfasste die Lehr- und Fachbücher und The Ultimate Guide to Cymbals (2009) und The Multiple-Percussion Book: Concepts for a Musical Performance (2000), das auch in französischer, deutscher, italienischer und spanischer Sprache erschien, und veröffentlichte gemeinsam mit seiner Frau 2006 The Musician’s Toolbox, Thoughts on Teaching and Learning Music.
Daneben erwarb Petrella Erfahrungen auf dem Gebiet der Musikwirtschaft. Er handelte zunächst mit Drumsticks und beriet später mehr als 25 Jahre Unternehmen für Musikprodukte. Von 2000 bis 2019 war er Director of Education bei Sabian, einem der weltweit bedeutendsten Hersteller von Schlagzeugbecken. Die Percussive Arts Society verlieh ihm 2014 den President’s Industry Award.